# Amsterdam (Schiff, 1945)
Die USS Amsterdam (CL-101) war ein leichter Kreuzer der Cleveland-Klasse der United States Navy. Sie war das letzte Schiff der Klasse, das noch während des Zweiten Weltkriegs eingesetzt wurde.

## Geschichte
Die Amsterdam wurde am 3. März 1943 bei der Newport News Shipbuilding and Drydock Company in Newport News, Virginia auf Kiel gelegt. Sie war bereits das zweite Schiff der Cleveland-Klasse mit diesem Namen, das erste wurde jedoch 1942 noch vor der Fertigstellung als leichter Flugzeugträger in Independence umbenannt. Am 25. April 1944 erfolgte die Schiffstaufe durch Mrs. William E. Hasenfuss, deren Sohn beim Angriff auf Pearl Harbor ums Leben kam, anschließend lief das Schiff vom Stapel. Am 8. Januar 1945 wurde der Kreuzer im Norfolk Navy Yard unter dem Kommando von Captain Andrew P. Lawton in Dienst gestellt.
Nach Abschluss der Ausrüstungsarbeiten in Norfolk lief die Amsterdam am 5. Februar zur ersten Erprobungsfahrt in die Chesapeake Bay. Am 17. Februar verließ sie dann Norfolk in Richtung der Karibik, wo bis zum 13. März umfangreiche Übungen vor Trinidad stattfanden. Auf dem Rückweg nach Norfolk erfolgte der erste scharfe Schuss auf das Übungsgelände auf Culebra, am 20. März lief der Kreuzer in Norfolk ein. Nach einer weiteren Schießübung vor Cape May ging die Amsterdam am 24. März zu Nachbesserungsarbeiten in Norfolk ins Dock. Am 20. April lief der Kreuzer dann zu einer weiteren Übung in die Chesapeake Bay aus, vier Tage später setzte er dann Kurs auf die Karibik, wo Übungen vor Guantanamo und Culebra stattfanden. Am 5. Mai passierte die Amsterdam den Panamakanal, am 18. Mai traf sie in Pearl Harbor ein. Nach weiteren Übungen verließ der Kreuzer am 9. Juni Hawaii in Richtung der Philippinen, wo die Amsterdam am 21. Juni der 3. US-Flotte zugeteilt wurde. Am 1. Juli lief der Kreuzer dann mit der Task Force 38 in Richtung Japan, wo am 10. Juli Luftangriffe auf Flugfelder, Häfen und Schifffahrt begannen. Die Amsterdam übernahm mit anderen Schiffen die Sicherung der Flugzeugträger. Die Angriffe dauerten bis zum 15. August an, als die Flotte die Nachricht von der japanischen Kapitulation erreichte. In den folgenden Wochen verblieb der Kreuzer vor der Küste Honshus, am 5. September lief er dann in die Bucht von Tokyo ein, wo er bis zum 20. September blieb. Die Amsterdam setzte dann Kurs auf die US-Westküste, bei zwei Zwischenstopps in der Buckner Bay auf Okinawa und Pearl Harbor wurden US-Soldaten an Bord genommen, die in die Heimat transportiert wurden. Am 15. Oktober traf der Kreuzer in Portland, Oregon ein, wo er für zwei Wochen blieb, um an den Feierlichkeiten zum Navy Day teilzunehmen. Am 29. Oktober lief die Amsterdam in Richtung San Pedro, wo sie am 1. November eintraf. Nach kurzem Werftaufenthalt verließ der Kreuzer am 19. November Kalifornien in Richtung Hawaii, wo am 25. November die ersten Soldaten an Bord genommen wurden, die im Rahmen der Operation Magic Carpet in die Staaten gebracht werden sollten. Am 12. Dezember verließ der Kreuzer Pearl Harbor, sechs Tage später traf er in San Pedro ein. Am 21. Januar 1946 lief der Kreuzer nach San Francisco, wo die Besatzung kurz nach dem Eintreffen mit den Vorbereitungen für die Außerdienststellung begann. Am 30. Juni 1947, nach nur zweieinhalb Jahren aktivem Dienst, wurde die Amsterdam außer Dienst gestellt und der Reserveflotte überstellt. Bis zu ihrer Streichung aus den Schiffsregistern am 2. Januar 1971 lag die Amsterdam in der Bucht von San Francisco. nach der Streichung wurde der ehemalige Kreuzer am 11. Februar 1972 an die National Metal & Steel Corporation in Terminal Island zur Verschrottung verkauft und in der Folgezeit vollständig abgebrochen und verschrottet.
Für ihren Einsatz während des Zweiten Weltkriegs wurde die Amsterdam mit einem Battle Star ausgezeichnet.